# Batalla de Wad-Ras
La batalla de Wad Ras,  Wad-Ras, Ouad Ras o, en transcripció catalana, Uad Ras fou la quarta i darrera batalla de Guerra d'Àfrica, entre el Marroc i Espanya, els anys 1859 i 1860. Rebé el nom d'unes altures muntanyoses properes a la confluència entre els rius Jelú i Buceja. Es va lliurar el dia 23 de març de 1860 i va ser el combat més sagnant de tota la guerra. Els espanyols anaven dirigits pel seu comandant en cap, Leopoldo O'Donnell. El príncep Muley Abbas disposava de fins a quaranta mil homes, que estaven estacionats a la confluència dels rius Jelú i Buceja. La boira va dificultar les operacions, però, finalment, el combat es va entaular a les 9 del matí i fou en bona part un cos a cos, amb actes d'heroisme per les dues parts. Els espanyols van tenir 1.200 morts. Les forces de reserva espanyoles de Mackenna i Ríos van intervenir i van decidir la batalla, que va posar fi a la guerra. En aquesta batalla es va destacar el batalló de Voluntaris Catalans (inicialment, 400 homes), que van tenir tantes baixes que quan el general Prim va preguntar quants havien mort, el cap dels voluntaris va dir "molts", i quan Prim va preguntar si en quedaven per a una altra batalla, el cap va contestar "per a una altra, potser sí, però ja no per a més".